# Euphorbia giumboensis
Euphorbia giumboensis là một loài thực vật có hoa trong họ Đại kích. Loài này được A.Hässl. mô tả khoa học đầu tiên năm 1931.